# Інноченцо Доніна
Інноченцо Доніна (італ. Innocenzo Donina, 16 липня 1950, П'янконьо — 19 березня 2020, Бергамо) — італійський футболіст, що грав на позиції півзахисника, зокрема за «Реджяну».

## Ігрова кар'єра
Народився 16 липня 1950 року в місті П'янконьо. Вихованець футбольної школи клубу «Аталанта». 1969 року у складі молодіжної команди клубу став переможцем Турніру Віареджо.
Перший досвід дорослого футболу здобував у команді четвертого італійського дивізіону «Кремонезе», кольори якої захищав на умовах оренди в сезоні 1969/70. 1970 року повернувся до «Аталанти», в якій дебютував в іграх Серії A, провівши за сезон 10 ігор в елітному дивізіоні. Тоді ж отримав важку травму, яка завадила молодому півзахисникові повною мірою реалізувати його ігровий потенціал.
У 1971 році повернувся до «Кремонезе», а за рік став гравцем «Реджяни», у складі якої відіграв чотири сезони у другому італійському дивізіоні.
Згодом сезон 1976/77 провів у складі «Ланероссі», взявши участь у 36 матчах першості і допомігши команді виграти Серію B і здобути підвищення в класі до найвищого дивізіону. Утім самому півзахисникові повернутися до Серії A не судилося, адже у міжсезоння він перейшов до «Барі», команди все того ж другого дивізіону.
Ще за рік, у 1978, утретє прийшов до «Кремонезе», за який відіграв ще один сезон у третьому італійському дивізіоні, після чого протягом першої половини 1980-х грав за ничжолігові ломбардійські команди, доки 1986 остаточно не завершив ігрову кар'єру.
Помер 19 березня 2020 року на 70-му році життя в Бергамо від ускладнень, пов'язаних з коронавірусною хворобою COVID-19.